# Estádio dos Heróis Nacionais
O Estádio dos Heróis Nacionais (em inglês: National Heroes Stadium) é um estádio multiuso localizado em Lusaca, capital da Zâmbia. Inaugurado em 2 de junho de 2014, é oficialmente a casa onde a Seleção Zambiana de Futebol manda suas partidas amistosas e oficiais. É o maior estádio do país em capacidade de público, conseguindo receber até 60 000 espectadores.

## Homenagem
O nome do estádio faz alusão à catástrofe aérea ocorrida em 27 de abril de 1993 com a delegação de atletas que representavam a Seleção Zambiana de Futebol, cujo avião caiu no oceano Atlântico há 500 metros de Libreville, capital do Gabão, não deixando sobreviventes.

## Histórico
O estádio foi construído pelo governo da Zâmbia mediante financiamento obtido diretamente do governo da China a juros subsidiados. O contrato de construção do estádio foi assinado pela construtora chinesa Shangai Construction Group (SCG), que iniciou as obras em 2011. 
Em 25 de janeiro de 2015, foi realizada no estádio uma cerimônia que inaugurou o início do governo democraticamente eleito de Edgar Lungu, 6.º presidente da Zâmbia, que governou o país até 2021.